# 中山忠頼
中山 忠頼（なかやま ただより）は、江戸時代後期の公家。中山忠能の父、孝明天皇の側室であった中山慶子の祖父、明治天皇の曽祖父にあたる。

## 官職・位階
『公卿補任』による。
- 安永8年（1779年）1月5日 - 従五位下に叙位。
- 安永10年（1781年）1月12日 - 従五位上に昇叙。
- 天明元年（1781年）10月3日 - 侍従に任官。
- 天明3年（1783年）2月8日 - 正五位下に昇叙し、阿波権介を兼任。
- 天明4年（1784年）12月1日 - 元服し、昇殿を許される。
- 天明5年（1785年）2月25日 - 従四位下に昇叙。
- 天明5年（1785年）8月17日 - 左近衛権少将に任官。
- 天明7年（1787年）1月25日 - 従四位上に昇叙。
- 寛政元年（1789年）11月19日 - 正四位下に昇叙。
- 寛政4年（1792年）10月27日 - 右近衛権中将に任官。
- 寛政8年（1796年）11月28日 - 蔵人頭を兼任。
- 寛政8年（1796年）12月1日 - 禁色を許される。
- 寛政8年（1796年）12月19日 - 正四位上に昇叙。
- 寛政10年（1798年）5月7日 - 参議に補任。
- 寛政10年（1798年）11月25日 - 従三位に昇叙。
- 寛政12年（1800年）1月8日 - 正三位に昇叙。
- 享和3年（1803年）12月26日 - 権中納言に任官。
- 文化元年（1804年）1月11日 - 従二位に昇叙。
- 文化4年（1807年）2月2日 - 正二位に昇叙。
- 文化12年（1815年）2月26日 - 権大納言に任官。
- 文政3年（1820年）1月29日 - 権大納言を辞任。

## 系譜
- 父：中山忠尹（1756-1810）
- 母：三条実顕の娘
- 妻：正親町三条綱子 - 正親町三条実同の娘
  - 男子：中山忠能（1809-1888）
- 生母不明の子女
  - 男子：園基万
  - 女子：勘解由小路光宙室